# 鶴見駿太郎
鶴見 駿太郎（つるみ しゅんたろう、1881年（明治14年）5月15日 - 1967年（昭和42年）5月21日）は、大日本帝国陸軍軍人。最終階級は陸軍少将。

## 経歴・人物
千葉県出身。1902年（明治35年）陸軍士官学校第14期卒業。
1928年（昭和3年）8月に陸軍歩兵大佐・大阪連隊区司令官を経て、1930年（昭和5年）8月に歩兵第73連隊長（第19師団、歩兵第38旅団）に任官。満州事変に出動し、第2師団を援けた。
1933年（昭和8年）3月18日に陸軍少将に進級と同時に待命、同月31日に予備役に編入した。
1947年（昭和22年）11月28日、公職追放仮指定を受けた。

## 栄典
勲章等
- 1940年（昭和15年）8月15日 - 紀元二千六百年祝典記念章[4]